# Iadeș!
Iadeș! este un film românesc din 1926 regizat de Horia Igiroșanu, fiind considerat „o satiră la adresa moravurilor noastre contemporane”.

## Prezentare
Subiectul filmului este unul melodramatic, menționând faptul că eroina, fiica unui boier, pentru a scăpa de căsătoria aranjată de părinți, făgăduiește mâna ei celui care o va păcăli la „iadeș”, după care se va lăsa păcălită de alesul inimii. Cei doi tineri care, la finalul filmului, își uneau destinul la Veneția erau interpreții  Dorin Sireteanu, Marietta Davidescu.
Distribuția filmului este alcătuită din:
- Jean Vulpescu — Victor Dariu, fratele Marianei
- George Theodorescu — Neculcea
- Nicolae Barbelian — Ralian
- Dorin Sireteanu — Matei Crivăț
- Marietta Davidescu — Mariana Dariu
- Paul Sbrențea — un argat
- Habibula Ferat — boierul Dariu, tatăl Marianei
- Constanța Perșinaru — Maria Dariu, mama Marianei